# Woolwich
Woolwich – część Londynu, leżąca w gminie London Borough of Greenwich. Woolwich jest wspomniana w Domesday Book (1086) jako Hulviz.